# Ágnes Nemes Nagy

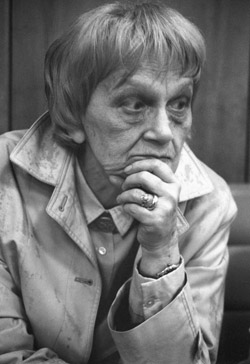
Ágnes Nemes Nagy im Jahr 1989

Ágnes Nemes Nagy (* 3. Januar 1922 in Budapest; † 23. August 1991 ebenda) war eine ungarische Autorin und Übersetzerin und eine bedeutende Lyrikerin.

## Leben
Ágnes Nemes Nagy studierte an der Péter-Pázmány-Universität Ungarisch, Latein und Kunstgeschichte und machte 1944 das Lehrerexamen. Sie heiratete 1944 den Literaten Balázs Lengyel. Während des Holocaust war sie gemeinsam mit Lengyels Mutter Irén Gonda und mit seinen Geschwistern an der Rettung von mehreren Juden beteiligt, darunter der Komponist István Kardos und seine Frau.

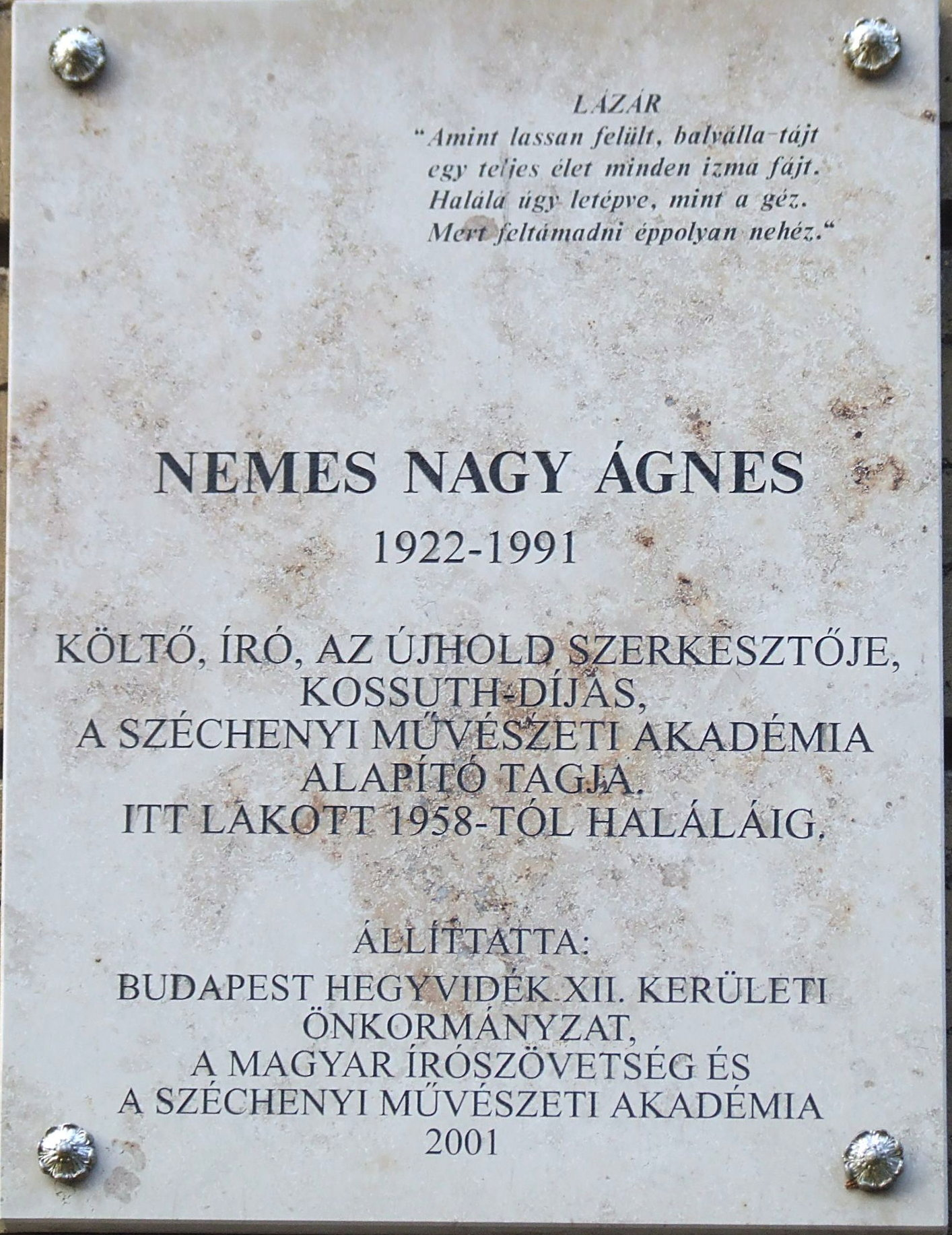
Gedenktafel in der Királyhágó utca

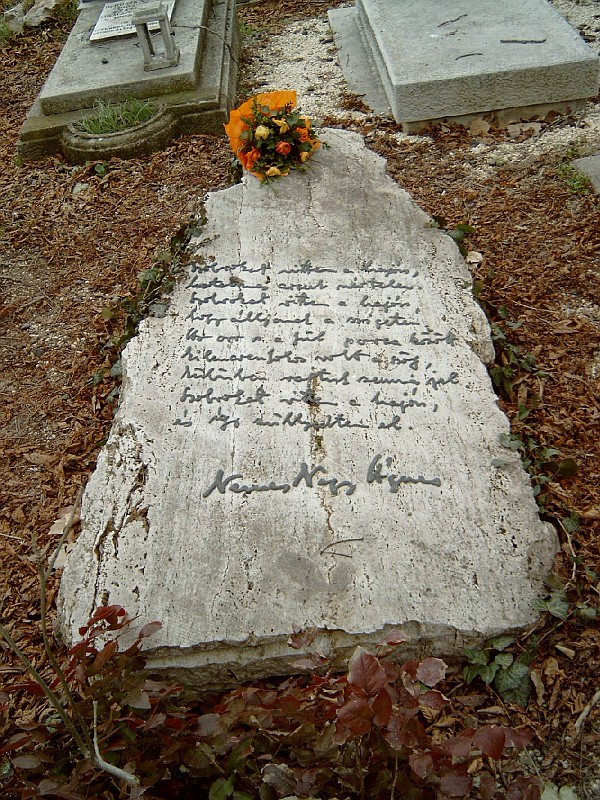
Grab auf dem Farkasréti temető

Nach Kriegsende schlossen sie und Lengyel sich der Intellektuellenbewegung um die Literaturzeitschrift Újhold („Neumond“) an, in der Iván Mándy und János Pilinszky den Ton angaben. Nemes Nagy hatte erste Publikationen ihrer Gedichte und erhielt 1948 ein Rom-Stipendium. Nach der kommunistischen Machtübernahme wurde es ihr ab 1949 verboten zu publizieren. Sie widerstand den Zwängen, im Stil des Sozialistischen Realismus zu schreiben. In der stalinistischen Zeit lebte sie zum Teil mit Stipendien in Rom und Paris, zum Teil arbeitete sie als Lehrerin. Nach der Niederschlagung des Ungarischen Volksaufstandes 1956 kam es zu einer sehr allmählichen Liberalisierung. 1958 kam es zur Scheidung von Balázs Lengyel, dem sie jedoch zeitlebens freundschaftlich verbunden blieb.
Sie übersetzte Lyrik und Dramen von Jean Racine, Molière und Victor Hugo aus dem Französischen ins Ungarische und aus dem Deutschen Rainer Maria Rilke, Bertolt Brecht und Friedrich Dürrenmatt, sowie auch Kinderbücher mit Illustrationen von Fritz Baumgarten.
Sie schrieb in gebundener und freier Metrik und Reim. Sie wird als die bedeutendste Lyrikerin Ungarns im 20. Jahrhundert bezeichnet. Als ihr bedeutendstes Werk gilt der Gedichtzyklus Ekhnaton jegyzeteiből (Aus den Aufzeichnungen des Echnaton). Auch als Essayistin leistete sie Bedeutsames.
Nemes Nagy erhielt den 1948 den Baumgarten-Preis, 1969 den Attila-József-Preis und 1983 den Kossuth-Preis. Sie wurde 1997 als Gerechte unter den Völkern ausgezeichnet. Ein Asteroid wurde 2021 nach ihr benannt: (474440) Nemesnagyágnes.

## Werke (Auswahl)
- Dennoch schauen: Gedichte. Nachgedichtet von Franz Fühmann. Aus dem Ungarischen übersetzt und  hrsg. von Paul Kárpáti. Insel-Verlag, Leipzig 1986 – Insel-Bücherei 1068
- Vándorévek. Magvető Könyvkiadó, Budapest  1964 (Enthält auch Gedichte deutscher Autoren in ungarischer Übersetzung)
- Hasenmamas Osterfest. Übers. aus dem Ungar. Christina Kunze. Illustrationen Károly Reich. Leiv, Leipzig 2013
- Die Qualität des Kindergedichtes, in: Éva T. Aszódi und Vera Thies: Siebenfarbenwelt. Aufsätze zur ungarischen Kinder- und Jugendliteratur. Der Kinderbuchverlag, Berlin 1984, S. 39–43
- Sonnenwenden / Napfordulók. Deutsch / Ungarisch. Vorwort von Gyözö Ferencz. Aus dem Ungarischen von Julia Schiff in Zusammenarbeit mit Peter Gehrisch. ISBN 978-3-86356-323-3. Pop Verlag, Ludwigsburg 2021
- Mein Hirn: ein See.  Herausgegeben und aus dem Ungarischen übersetzt von Christian Filips und Orsolya Kalász, Engeler Verlag, Schupfart 2022, ISBN 978-3-906050-89-8.